# Stabilitätsrat
Stabilitätsrat ist die Bezeichnung eines Gremiums des Bundes und der Länder in Deutschland mit dem Ziel der Vermeidung von Haushaltsnotlagen. Der Stabilitätsrat überwacht die Haushaltsführung von Bund und Ländern. Er wurde 2010 eingerichtet und trat damit die Nachfolge des bisherigen Finanzplanungsrats an. Dem Stabilitätsrat, der bei der Bundesregierung eingerichtet ist, gehören der Bundesminister*in der Finanzen, die für die Finanzen zuständige Ministerin*nen der Länder sowie der Bundesminister*in für Wirtschaft und Klimaschutz, welcher durch den BMin oder Vorsitzenden der Finanzministerkonferenz der Länder geleitet wird und sich mindestens zweimal jährlich trifft. Beschlüsse des Stabilitätsrates werden mit der Stimme des Bundes und der Mehrheit von zwei Dritteln der Länder gefasst (§ 1 StabiRatG).

## Rechtsgrundlage
Rechtsgrundlage ist das Gesetz zur Errichtung eines Stabilitätsrates und zur Vermeidung von Haushaltsnotlagen (Stabilitätsratsgesetz, StabiRatG) vom 10. August 2009, das als Art. 1 des Begleitgesetzes zur zweiten Föderalismusreform verkündet wurde.
Die entsprechenden Gesetze sind am 29. Mai 2009 vom 16. Bundestag und am 12. Juni 2009 vom Bundesrat verabschiedet worden.
Der Landtag von Schleswig-Holstein kündigte im Mai 2009 an, gegen die Gesetze und damit auch indirekt gegen die Einführung des Stabilitätsrates vor dem Bundesverfassungsgericht zu klagen und reichte diese im Februar 2010 ein. Bemerkenswerterweise wurde die Klage eingereicht, obwohl zwischen der Ankündigung und der Klageeinreichung die Regierung wechselte: die Große Koalition (siehe Kabinett Carstensen I) zerbrach im Juli 2009; es folgte eine CDU/FDP-Regierung (Kabinett Carstensen II). Die Klage wurde am 19. August 2011 für unzulässig erklärt.
Mit dem Gesetz zur Änderung des Grundgesetzes (Artikel 91c, 91d, 104b, 109, 109a, 115, 143d) wurde der Art. 109a in das Grundgesetz eingefügt, auf dessen Grundlage das Stabilitätsratsgesetz verabschiedet wurde.

## Aufgaben des Stabilitätsrates
1. Gemäß dem Stabilitätsratsgesetz wird jährlich die Finanzlage von Bund und Ländern dargestellt und geprüft. Im Falle von drohenden Haushaltsnotlagen soll der Stabilitätsrat Sanierungsprogramme vereinbaren. Die Beschlüsse des Stabilitätsrates werden veröffentlicht.
2. Der Stabilitätsrat überwacht die Einhaltung der Verschuldungsregel des Artikels 109 Absatz 3 des Grundgesetzes durch den Bund und alle einzelnen Länder,
3. Der Stabilitätsrat ist nach § 6 Stabilitätsratsgesetz auch für die Einhaltung der europäischen Vorgaben zur Haushaltsdisziplin verantwortlich.[9] Er wacht darüber, dass der gesamtstaatliche strukturelle Finanzierungssaldo (d. h. der aggregierte strukturelle Saldo der Haushalte von Bund, Ländern, Gemeinden und Sozialversicherungen) die in § 51 Absatz 2 Haushaltsgrundsätzegesetz festgelegte Obergrenze von 0,5 % des Bruttoinlandsprodukts nicht überschreitet. Der Stabilitätsrat wird dabei nach §7 Stabilitätsratsgesetz von einem unabhängigen Beirat unterstützt.[10]

## Sitzungen
Der Stabilitätsrat konstituierte sich am 28. April 2010. Dabei gab er sich eine Geschäftsordnung und legte Kennziffern und Schwellenwerte für die regelmäßige Haushaltsüberwachung und das methodische Vorgehen bei der Projektion der mittelfristigen Haushaltsentwicklung fest.
In seiner 2. Sitzung am 15. Oktober 2010 stellte der Stabilitätsrat formal fest, dass in den Ländern Berlin, Bremen, Saarland und Schleswig-Holstein Anzeichen für eine drohende Haushaltsnotlage bestehen. Zur weiteren Prüfung setzte der Stabilitätsrat einen Evaluationsausschuss ein. Am 23. Mai 2011 wurden diese vier Bundesländer vom Stabilitätsrat wegen drohender Haushaltsnotlage unter Aufsicht gestellt. In seiner vierten Sitzung am 1. Dezember 2011 vereinbarte der Stabilitätsrat mit den Ländern Berlin, Bremen, Saarland und Schleswig-Holstein Sanierungsprogramme für die Jahre 2012 bis 2016.
In den darauffolgenden Sitzungen 5–7 hat der Stabilitätsrat jeweils die Sanierungsberichte der Länder Berlin, Bremen, Saarland und Schleswig-Holstein zur Kenntnis genommen und auf die konsequente Einhaltung des Konsolidierungskurses hingewiesen.
In seiner achten Sitzung am 5. Dezember 2013 legten die Länder Berlin, Bremen, Saarland und Schleswig-Holstein ihre Sanierungsberichte vor. Während Berlin und Schleswig-Holstein den bisherigen Konsolidierungskurs fortsetzen, ist der erfolgreiche Abschluss des vereinbarten Sanierungsprogramms Bremens gefährdet. "Der Stabilitätsrat hat deshalb beschlossen, Bremen zu einer Verstärkung seines Konsolidierungskurses aufzufordern. Bremen wird gebeten, in seinem nächsten Sanierungsbericht im April 2014 die hierzu ergriffenen Maßnahmen darzulegen. Im Saarland ist für einen erfolgreichen Abschluss des Sanierungsprogramms aus Sicht des Stabilitätsrats die strikte Einhaltung des im Sanierungsbericht und der Ergänzung beschriebenen Sanierungskurses unverzichtbar. Der Stabilitätsrat hat das Land gebeten, in seinem nächsten Bericht im Frühjahr die Umsetzung der in der Ergänzung konkretisierten Maßnahmen darzustellen und im folgenden
Bericht im Herbst die Konkretisierung der weiteren geplanten Sanierungsmaßnahmen vorzunehmen."

## Beirat
Zur Unterstützung des Stabilitätsrates bei der Überwachung der Einhaltung der Obergrenze des strukturellen gesamtstaatlichen Finanzierungsdefizits nach § 51 Absatz 2 des Haushaltsgrundsätzegesetzes wird ein unabhängiger Beirat eingerichtet.
Der Stabilitätsrat hat seit dem 5. Dezember 2013 einen Beirat, kurz Stabilitätsbeirat genannt.

„Der Beirat unterstützt als unabhängiges Sachverständigengremium den Stabilitätsrat auf Grundlage von § 7 Stabilitätsratsgesetz dabei, die Einhaltung der im Haushaltsgrundsätzegesetz festgelegten Obergrenze des gesamtstaatlichen strukturellen Finanzierungsdefizits zu überwachen. Die in diesem Zusammenhang zu erarbeitenden Stellungnahmen und Empfehlungen des Beirats bilden eine wichtige Grundlage für die Arbeit des Stabilitätsrates. Der Vorsitzende des Beirats nimmt an den Beratungen des Stabilitätsrats zur Überwachung der strukturellen gesamtstaatlichen Defizitobergrenze teil und bringt hierzu die Stellungnahme des Beirats ein.
Der Beirat wurde im Zuge der innerstaatlichen Umsetzung des Europäischen Fiskalvertrages eingerichtet.“

Die Mitglieder des Beirats haben in ihrer Sitzung vom 11. Juni 2018 Thiess Büttner (VWL-Professor) zum Vorsitzenden des Beirats gewählt. Stellvertreter ist Georg Milbradt (Ex-Ministerpräsident des Freistaates Sachsen).
Beide wurden am 26. Mai 2020 wiedergewählt.
Weitere Mitglieder sind (Stand Mai 2022):
- Stephan Fasshauer (Mitglied des Direktoriums – Deutsche Rentenversicherung Bund)
- Hans-Günter Henneke (Geschäftsführendes Präsidialmitglied des Deutschen Landkreistages)
- Stefan Kooths (Professor für Volkswirtschaftslehre, Direktor des Forschungszentrums Konjunktur und Wirtschaft, Institut für Weltwirtschaft Kiel (IfW))
- Thomas Lenk (Professor für Finanzwissenschaften, Universität Leipzig)
- Silke Übelmesser (Professorin für Allgemeine Volkswirtschaftslehre, insbesondere Finanzwissenschaft, Friedrich-Schiller-Universität Jena)
- Karsten Wendorff, Abteilungsleiter Öffentliche Finanzen, Deutsche Bundesbank
- Volker Wieland, Geschäftsführender Direktor des Institute for Monetary and Financial Stability  (IMFS)  und Vertreter des Sachverständigenrates zur Begutachtung der gesamtwirtschaftlichen Entwicklung